# Himanka
Himanka (in svedese Himango) è un ex comune finlandese di 3 113 abitanti, situato nella regione dell'Ostrobotnia Centrale. Dal 2010 è compreso nel comune di Kalajoki.